# Kunama Hut
Kunama Hut war der Name eines ehemaligen Skigebiets und einer Skihütte in Australien am Mount Clark auf der Südseite des Kosciuszko-Gebirges in New South Wales. Das Skigebiet geht zurück auf das Jahr 1920. Skifahrer und Wanderer nutzten die Hütte, die ihnen eine Dusche mit Heißwasser und eine Bewirtschaftung mit Essen und Übernachtung bot. In den 1950er Jahren fanden dort Skirennen statt. Skiläufer wanderten in der Region von Hütte zu Hütte und nutzten dabei auch die Kunama Hut.
Am 12. Juli 1956 kam eine Lawine nieder, die die Kunama Hut zerstörte, in der acht Personen übernachteten. Dabei wurde die 20-jährige Rosely Wesche getötet, die in der Hütte schlief. Weitere sieben Personen wurden verletzt.
Die Kunama Hut wurde 1957 wieder als Illawong Lodge für Skiwanderern als Notfallhütte aufgebaut. Das Skigebiet verlagerte sich allerdings in den 1970er Jahren nach Perisher Valley und Thredbo, das durch den Skitube und mit Skiliften erschlossen wurde.